# مين قال؟!
مين قال؟! هو مسلسل تلفزيوني مصري عُرض في شهر رمضان عام 1443 هـ، من بطولة جمال سليمان وأحمد داش ونادين وديانا هشام، من تأليف مريم نعوم ومن إخراج نادين خان.

## قصة المسلسل
على الرغم من نجاح شريف في الثانوية العامة بمعدل يؤهله لدخول كلية الهندسة التي يحلم ذويه بارتيادها، إلا أنه يطمح بامتلاك مشروعه المتمثل بصناعة مقاعد من الورق.

## طاقم التمثيل
- أحمد داش: (شريف جلال نصار)
- جمال سليمان: (جلال نصار - والد شريف)
- نادين: (والدة شريف)
- ديانا هشام: (سارة)
- أميرة أديب: (سلمى)
- إلهام صفي الدين: (زينة)
- يوسف أشرف مصيلحي: (عمرو)
- يوسف جبريل: (أكرم)
- مروان وليد: (صلاح)
- ترنيم: (كارين)
- عمرو جمال: (هيثم)
- أيمن الشيوي: (والد صلاح - ضيف شرف)
- مجدي بدر: (ضيف شرف)
- هبة الأباصيري: (ضيفة شرف)
- إيفا: (ضيفة شرف)
- محمد لطفي شاهين: (والد عمرو)
- محمد زيزو: (سيد)
- هنا داود: (فريدة)
- حنين سعيد: (تامالا)
- هاني سمير: (حسام)

## فريق العمل
- إخراج: نادين خان
- تأليف: مريم نعوم
- فكرة وسيناريو: مجدي أمين
- كتابة الحلقات: مجدي أمين، منى الشيمي
- اشترك في الكتابة: عبد العزيز النجار
- اشترك في التطوير: مصططفى سليمان
- إنتاج: إي بروديوسر
- مدير التصوير: طارق حفني
- مونتاج: كمال الملاخ
- موسيقى تصويرية: مصطفى الحلواني